# Toyokazu Shibata
Toyokazu Shibata (* 3. Dezember 1986 in Yokohama) ist ein japanischer Dartspieler.

## Karriere
Toyokazu Shibata spielte zu Beginn seiner Karriere im Soft-Tip-Dart Bereich. Im Steeldart erreichte er 2017 das Viertelfinale des japanischen Qualifiers für die PDC World Darts Championship 2017. Im November 2021 konnte er den japanischen Qualifier gewinnen und qualifizierte sich somit für die PDC World Darts Championship 2022. Bei seinem Weltmeisterschaftsdebüt wird Shibata auf den Waliser Lewis Williams treffen.

## Weltmeisterschaftsresultate

### PDC
- 2022: 1. Runde (0:3-Niederlage gegen  Lewis Williams)